# Atuna nannodes
Atuna nannodes är en tvåhjärtbladig växtart som först beskrevs av André Joseph Guillaume Henri Kostermans, och fick sitt nu gällande namn av André Joseph Guillaume Henri Kostermans. Atuna nannodes ingår i släktet Atuna och familjen Chrysobalanaceae. Inga underarter finns listade i Catalogue of Life.